# Tadeusz Ross
Pour les articles homonymes, voir Ross.
Tadeusz Ross, né le 14 mars 1938 à Varsovie et mort le 14 décembre 2021 dans la même ville, est un homme politique polonais membre de la Plate-forme civique (PO).

## Biographie

### Formation et vie professionnelle
En 1959, il est diplômé de l'École nationale supérieure de théâtre (PWST) de Varsovie. Il entame alors une carrière de comédien.

### Engagement politique
Lors des élections locales de 2006, il est élu au conseil municipal de Varsovie dans le quartier de Mokotów, sur la liste de la Plate-forme civique.
Il postule l'année suivante aux élections législatives anticipées du 21 octobre 2007, sur la liste que mène Donald Tusk dans la circonscription de Varsovie-I. Il engrange 2 712 votes préférentiels, réalisant le dixième score de la PO qui totalise onze députés. Le 5 novembre, il fait donc son entrée à la Diète.
Il est investi en dixième position de la liste conduite par Danuta Hübner dans la circonscription de Varsovie-I aux élections européennes du 7 juin 2009. Avec 13 027 suffrages de préférence, il prend la quatrième place des candidats de la PO, qui n'en fait élire que trois.
Il se représente lors des élections législatives du 9 octobre 2011, à la dixième place de la liste de Tusk. Le jour du scrutin, il recueille 2 373 voix préférentielles, ce qui le positionne en treizième de la liste, qui remporte seulement dix sièges. Il doit quitter la Diète le 8 novembre.
Le 17 décembre 2013, Tadeusz Ross fait son entrée au Parlement européen. Il succède en effet à Rafał Trzaskowski, après qu'il a été nommé ministre le 27 novembre. Il siège au sein du groupe du Parti populaire européen (PPE) et de la commission des Affaires constitutionnelles.
Candidat aux élections européennes du 25 mai 2014 en cinquième position sur la liste de Hübner, il se contente de 4 220 votes préférentiels, ce qui lui donne la septième place de la PO qui n'obtient que deux élus dans la circonscription de Varsovie-I.
Aux élections sénatoriales du 25 octobre 2015, il postule dans la circonscription de Siedlce-III. Il remporte 22 203 voix, soit 48 000 de moins que la sénatrice sortante de Droit et justice (PiS) Maria Koc, nettement réélue.